# Jorge Valdez
Jorge Daniel Valdez Godoy (* 14. Juli 1974 in Concepción) ist ein ehemaliger paraguayischer Fußballspieler. Der Verteidiger stand zuletzt 2007 bei CA 3 de Febrero unter Vertrag.

## Karriere
Valdez spielte von 1996 bis 2001 beim Club Olimpia. Von 1997 bis 2000 wurde Olimpia viermal nacheinander paraguayischer Meister. 2001 wechselte Valdez zum Club Sol de América und 2002 zum Club 12 de Octubre. Nach einem Zwischenspiel bei Central Norte in Argentinien kehrte er zum Club 12 de Octubre zurück. Im April 2003 wurde er für sechs Monate gesperrt, nachdem er bei einer Dopingkontrolle positiv auf Kokain getestet worden war. Weitere Stationen seiner Karriere waren Sportivo Luqueño, General Caballero Sport Club, Club 2 de Mayo und CA 3 de Febrero.
Valdez wurde ein Mal 1999 in die paraguayische Fußballnationalmannschaft berufen.